# Terese Robinson
Terese Robinson (geboren als Therese Langenbach am 15. November 1873 in Darmstadt; gestorben am 17. Februar 1945 in Malmö) war eine deutsche Schriftstellerin und Übersetzerin.

## Leben
Therese Langenbach wurde als Tochter des Fabrikanten und Landtagsabgeordneten Wilhelm Langenbach in Darmstadt geboren. Sie heiratete den Hamburger Textilkaufmann Max Robinson (1862–1957). Sie wurden rassistisch verfolgt und flohen 1939 nach Schweden. Sie hatten eine Tochter und den Sohn Hans Robinsohn. 
Ihre Übersetzungen von Baudelaires Die Blumen des Bösen und Shakespeares Sonetten wurden mehrfach aufgelegt.

## Werke
- als Karin Delmar: Gespräche im Zwielicht. Gebr. Enoch, Hamburg 1924. Neuausgabe Hofenberg, Berlin 2021, ISBN 978-3-7437-4168-3.
- als Karin Delmar: Sextett in Moll. Novelle. Gebr. Enoch, Hamburg 1926.

Übersetzungen bzw. Nachdichtungen:
- Charles Baudelaire: Die Blumen des Bösen. Georg Müller, Leipzig 1925
- Charles Baudelaire: Die Fanfarlo. Eine Liebesgeschichte. Mons Verlag, Dresden 2016
- William Shakespeare: Sonette und andere Dichtungen. Georg Müller, München 1927 (64 der Shakespeare-Sonette bei sonett-central.de)